# Боралдай
Боралтай (каз. Боралдай, до 1990-х годов Бурундай) — посёлок в Илийском районе Алматинской области Казахстана.

## История
Посёлок был основан в 1929 году при Турксибе, около разъезда, впоследствии станции Бурундай.
Сначала здесь дислоцировалась лишь пограничная войсковая часть рядом с лётным полем и железнодорожным разъездом.
В 1942 году сюда были эвакуированы 2 сахарных завода с Украины. Их корпуса возводились в срочном порядке прямо у железнодорожных путей. В 1943 году был получен первый белый сахар. В 1944 получил статус посёлок городского типа.
С поспешностью военного времени рядом с заводом начал пристраиваться рабочий посёлок. Он лепился хаотично: бараки, землянки, первые одноэтажные дома. По тому же принципу вскоре притулилось жилье для рабочих кирпичного завода. Поселковый совет образовался только в 1944 году.
Ныне в посёлке несколько микрорайонов: три «Водника», «Черёмушки», «Автобаза», «Жайнак», «Сахалин», «Район сахарного завода». Большие жилые массивы расположены по улицам Аэродромная и Ломоносова.
Курганный некрополь Боралдай расположен на юго-восточной окраине посёлка на высоком левом берегу реки Большая Алматинка. Протяжённость могильника составляет 3 км, а ширина — 800 метров. На юге могильник простирается до БАКа.
16 апреля 2014 года вышел указ Президента Казахстана Нурсултана Назарбаева о присоединении территории площадью 23 200 гектаров к Алматы. В состав мегаполиса вошли 27 сел. Из Илийского района вошли посёлок Первомайский и часть поселка Боралдай площадью 115,8 га.

## Население
По данным переписи 2021 года, в селе проживало 35 863 человек (17 294 мужчин и 18 569 женщин).
| Численность населения | Численность населения | Численность населения | Численность населения | Численность населения | Численность населения | Численность населения | Численность населения |
| 1959                  | 1968                  | 1970                  | 1979                  | 1989                  | 1991                  | 1999                  | 2009                  |
| --------------------- | --------------------- | --------------------- | --------------------- | --------------------- | --------------------- | --------------------- | --------------------- |
| 6613                  | 9600                  | 10 079                | ↗12 972               | ↗21 014               | ↘20 600               | ↘18 999               | ↗27 188               |
| 2016                  | 2021                  |                       |                       |                       |                       |                       |                       |
| ↗30 850               | ↗35 863               |                       |                       |                       |                       |                       |                       |

## Предприятия
- Алматинский сахарный завод в корпорации «Алматыкант»;
- Ремонтная база (ранее-сахарного завода);
- Кирпичный завод (не работает);
- Склад нефтепродуктов на месте глиняного карьера;
- Завод «Ассыл Тас и К», бывший «КазМрамор» (30-40 рабочих; в 1980-е годы ок. 1000);
- Завод напитков «ФрутАй»;
- Универсальная база «Тума»;
- «Алматыаулкурылысы» на базе птицефабрики «Бент»;
- 2 хлебопекарни.

На восточной окраине посёлка расположен аэропорт Боралдай.

## Учреждения
- Две больницы,
- Четыре школы, в том числе
  - казахская школа, построенная по программе «Сто школ, сто больниц»,
- библиотека (16000 экземпляров книг),
- библиотека, расположенная возле акимата в настоящее время переделана под
- местный штаб президентской партии «Нур Отан» на месте центральной библиотеки,
- супермаркет (бывший Дом быта «Асем»),
- мечеть Арын-Кажы
- Собор Иверской богоматери,
- молельный дом.

На центральной поселковой площади, на которой расположен акимат, зажжён Вечный огонь на Мемориале Славы.
Функционируют 2 рынка, база и бригада связи, кладбище. Вечный огонь на 25.10.2017 года не функционирует.